# Campeonato de Primera C 2023 (Argentina)
El Campeonato de Primera C 2023, oficialmente Campeonato de Primera División C 2023, fue la nonagésima primera temporada de la categoría y la trigésima octava de esta división como cuarta categoría del fútbol argentino, en el orden de los clubes directamente afiliados a la AFA. Comenzó el 27 de enero y finalizó el 25 de noviembre. 
Los nuevos participantes fueron Yupanqui, campeón de la Primera D 2022, que disputó su primera temporada en la categoría, y J. J. de Urquiza, descendido de la Primera B, que volvió a la categoría luego de su última participación en la temporada 2017-18.
Consagró campeón a Excursionistas, tras vencer por 1 a 0 a San Martín de Burzaco en el partido desempate. Ambos equipos obtuvieron el ascenso directo junto a Deportivo Laferrere. Por su parte, Ferrocarril Midland obtuvo el ascenso como vencedor del Torneo Reducido. Asimismo, Liniers y Sportivo Italiano, posicionados en el cuarto y quinto puesto, lograron el ascenso a fin de llegar a 22 equipos para la próxima temporada de la Primera B, y en virtud de la futura reestructuración de los torneos de ascenso.
Por otra parte, no se produjeron descensos debido a la fusión de la categoría con la Primera D, a partir de la próxima temporada. Asimismo, los equipos que ocuparon los dos últimos puestos perdieron el derecho a disputar el ascenso en el próximo torneo.

## Ascensos y descensos
| Pos. | Descendido de la Primera C 2022 |
| ---- | ------------------------------- |
| 19.º | El Porvenir                     |

| Pos.    | Ascendido de la Primera D 2022 |
| ------- | ------------------------------ |
| Campeón | Yupanqui                       |

| Pos.    | Ascendido a la Primera B 2023 |
| ------- | ----------------------------- |
| Campeón | Argentino de Merlo            |

| Pos. | Descendido de la Primera B 2022 |
| ---- | ------------------------------- |
| 17.º | J. J. de Urquiza                |

## Equipos participantes
| Equipo                | Ciudad            | Estadio                          | Capacidad |
| --------------------- | ----------------- | -------------------------------- | --------- |
| Atlas                 | General Rodríguez | Ricardo Puga                     | 2500      |
| Berazategui           | Berazategui       | Norman Lee                       | 5500      |
| Central Córdoba       | Rosario           | Gabino Sosa                      | 18 000    |
| Claypole              | Claypole          | Rodolfo Capocasa                 | 3000      |
| Deportivo Español     | Buenos Aires      | Nueva España                     | 32 500    |
| Deportivo Laferrere   | Laferrere         | Ciudad de Laferrere              | 13 000    |
| Excursionistas        | Buenos Aires      | Excursionistas                   | 7200      |
| Ferrocarril Midland   | Libertad          | Ciudad de Libertad               | 6000      |
| General Lamadrid      | Buenos Aires      | Enrique Sexto                    | 3500      |
| Justo José de Urquiza | Loma Hermosa      | Ramón Roque Martín               | 2500      |
| Leandro N. Alem       | General Rodríguez | Leandro N. Alem                  | 4000      |
| Liniers               | San Justo         | Juan Antonio Arias               | 3500      |
| Luján                 | Luján             | 1.º de Abril                     | 2000      |
| Puerto Nuevo          | Campana           | Rubén Carlos Vallejos            | 1000      |
| Real Pilar            | Pilar             | Carlos Barraza                   | 10 000    |
| San Martín            | Burzaco           | Francisco Boga                   | 6500      |
| Sportivo Italiano     | Ciudad Evita      | República de Italia              | 7000      |
| Victoriano Arenas     | Valentín Alsina   | Saturnino Moure                  | 1500      |
| Yupanqui              | Ciudad Evita      | Ciudad Evita República de Italia | 700 7000  |

| 1. |

### Distribución geográfica de los equipos
| Región                                   | Cant. | Equipos |
| ---------------------------------------- | ----- | --- |
| Conurbano bonaerense                     | 10    | Berazategui, Claypole, Deportivo Laferrere, J. J. de Urquiza, Liniers, Midland, San Martín (B), Sportivo Italiano, Victoriano Arenas y Yupanqui |
| Interior de la provincia de Buenos Aires | 5     | Atlas, Leandro N. Alem, Luján, Puerto Nuevo y Real Pilar                                                                                        |
| Ciudad de Buenos Aires                   | 3     | Deportivo Español, Excursionistas y General Lamadrid                                                                                            |
| Ciudad de Rosario                        | 1     | Central Córdoba |

## Formato
El certamen se disputó por el sistema de todos contra todos, en dos ruedas de ida y vuelta.

### Ascensos
El equipo que ocupó el primer puesto de la tabla final de posiciones fue campeón y ascendió, al igual que el subcampeón y el tercer puesto. Los que ocuparon del cuarto al undécimo puesto jugaron un torneo reducido por el cuarto ascenso. Por último, los ubicados en los dos puestos siguientes a los cuatro anteriores también fueron ascendidos, haciendo un total de seis.

### Descensos
No hubo descensos, ya que, a partir de la temporada 2024, la categoría se fusionará con la Primera D. Por su parte, los equipos que terminaron en las dos últimas posiciones de la tabla final estarán impedidos de ascender en esa temporada.

### Clasificación a la Copa Argentina 2024
El campeón del torneo, los dos mejores de la Tabla final de posiciones y el ganador del Torneo reducido por el cuarto ascenso participarán de los Treintaidosavos de final de la Copa Argentina 2024.

## Tabla de posiciones final
| Pos. | Equipo              | Pts. | PJ | PG | PE | PP | GF | GC | Dif. |
| ---- | ------------------- | ---- | -- | -- | -- | -- | -- | -- | ---- |
| 1.º  | Excursionistas      | 64   | 36 | 18 | 10 | 8  | 52 | 32 | 20   |
| 2.º  | San Martín (B)      | 64   | 36 | 19 | 7  | 10 | 55 | 44 | 11   |
| 3.º  | Deportivo Laferrere | 61   | 36 | 18 | 7  | 11 | 39 | 26 | 13   |
| 4.º  | Liniers             | 60   | 36 | 17 | 9  | 10 | 40 | 30 | 10   |
| 5.º  | Ferrocarril Midland | 59   | 36 | 17 | 8  | 11 | 52 | 41 | 11   |
| 6.º  | Sportivo Italiano   | 58   | 36 | 16 | 10 | 10 | 39 | 32 | 7    |
| 7.º  | J. J. de Urquiza    | 57   | 36 | 17 | 6  | 13 | 44 | 31 | 13   |
| 8.º  | Claypole            | 56   | 36 | 15 | 11 | 10 | 38 | 25 | 13   |
| 9.º  | General Lamadrid    | 53   | 36 | 15 | 8  | 13 | 44 | 41 | 3    |
| 10.º | Atlas               | 50   | 36 | 14 | 8  | 14 | 47 | 42 | 5    |
| 11.º | Real Pilar          | 50   | 36 | 14 | 8  | 14 | 36 | 36 | 0    |
| 12.º | Luján               | 49   | 36 | 13 | 10 | 13 | 31 | 27 | 4    |
| 13.º | Deportivo Español   | 49   | 36 | 13 | 10 | 13 | 40 | 37 | 3    |
| 14.º | Berazategui         | 44   | 36 | 12 | 8  | 16 | 38 | 42 | −4   |
| 15.º | Central Córdoba (R) | 41   | 36 | 9  | 14 | 13 | 28 | 37 | −9   |
| 16.º | Leandro N. Alem     | 36   | 36 | 9  | 9  | 18 | 24 | 40 | −16  |
| 17.º | Puerto Nuevo        | 34   | 36 | 8  | 10 | 18 | 29 | 47 | −18  |
| 18.º | Victoriano Arenas   | 31   | 36 | 7  | 10 | 19 | 26 | 53 | −27  |
| 19.º | Yupanqui            | 25   | 36 | 6  | 7  | 23 | 23 | 62 | −39  |

|  | Campeón. Ascendió a la Primera B y clasificó a la Copa Argentina 2024.                                     |
|  | Ascendieron a la Primera B y clasificaron a la Copa Argentina 2024.                                        |
|  | Clasificaron al torneo reducido por el cuarto ascenso, y luego obtuvieron el ascenso por reestructuración. |
|  | Jugaron un torneo reducido por el cuarto ascenso, cuyo ganador clasificó a la Copa Argentina 2024.         |
|  | Quedaron impedidos de ascender en la próxima temporada.                                                    |

### Evolución de las posiciones

#### Primera rueda
| Equipo / Fecha      | 1    | 2    | 3    | 4    | 5    | 6    | 7    | 8    | 9    | 10   | 11   | 12   | 13   | 14   | 15   | 16   | 17   | 18   | 19   |
| ------------------- | ---- | ---- | ---- | ---- | ---- | ---- | ---- | ---- | ---- | ---- | ---- | ---- | ---- | ---- | ---- | ---- | ---- | ---- | ---- |
| Atlas               | 8.º  | 16.º | 19.º | 19.º | 14.º | 10.º | 11.º | 9.º  | 8.º  | 10.º | 10.º | 11.º | 11.º | 11.º | 10.º | 10.º | 9.º  | 8.º  | 8.º  |
| Berazategui         | 15.º | 18.º | 12.º | 7.º  | 10.º | 12.º | 12.º | 12.º | 13.º | 16.º | 12.º | 14.º | 17.º | 14.º | 13.º | 13.º | 16.º | 16.º | 16.º |
| Central Córdoba (R) | 13.º | 13.º | 15.º | 17.º | 18.º | 16.º | 17.º | 17.º | 16.º | 17.º | 18.º | 16.º | 16.º | 13.º | 14.º | 15.º | 13.º | 12.º | 13.º |
| Claypole            | 1.º  | 2.º  | 1.º  | 1.º  | 1.º  | 1.º  | 1.º  | 1.º  | 1.º  | 1.º  | 1.º  | 1.º  | 1.º  | 3.º  | 3.º  | 5.º  | 4.º  | 5.º  | 3.º  |
| Deportivo Español   | 1.º  | 1.º  | 4.º  | 3.º  | 4.º  | 5.º  | 7.º  | 6.º  | 7.º  | 7.º  | 8.º  | 9.º  | 8.º  | 9.º  | 8.º  | 8.º  | 10.º | 10.º | 11.º |
| Deportivo Laferrere | 6.º  | 10.º | 13.º | 6.º  | 8.º  | 6.º  | 8.º  | 10.º | 9.º  | 8.º  | 9.º  | 4.º  | 5.º  | 5.º  | 7.º  | 9.º  | 7.º  | 9.º  | 6.º  |
| Excursionistas      | 13.º | 17.º | 11.º | 15.º | 15.º | 11.º | 14.º | 15.º | 11.º | 11.º | 11.º | 10.º | 10.º | 10.º | 11.º | 12.º | 11.º | 11.º | 10.º |
| Ferrocarril Midland | -    | 12.º | 14.º | 10.º | 6.º  | 4.º  | 3.º  | 3.º  | 2.º  | 2.º  | 2.º  | 5.º  | 6.º  | 4.º  | 5.º  | 4.º  | 2.º  | 3.º  | 4.º  |
| General Lamadrid    | 17.º | 14.º | 16.º | 16.º | 17.º | 14.º | 16.º | 18.º | 18.º | 18.º | 16.º | 13.º | 13.º | 12.º | 12.º | 11.º | 12.º | 14.º | 14.º |
| J. J. de Urquiza    | 3.º  | 8.º  | 5.º  | 8.º  | 5.º  | 8.º  | 9.º  | 7.º  | 6.º  | 5.º  | 5.º  | 7.º  | 4.º  | 6.º  | 4.º  | 3.º  | 5.º  | 4.º  | 5.º  |
| Leandro N. Alem     | 6.º  | 10.º | 6.º  | 9.º  | 11.º | 13.º | 10.º | 11.º | 12.º | 14.º | 15.º | 18.º | 14.º | 16.º | 18.º | 18.º | 17.º | 17.º | 17.º |
| Liniers             | 4.º  | 3.º  | 2.º  | 2.º  | 2.º  | 3.º  | 4.º  | 5.º  | 5.º  | 6.º  | 4.º  | 3.º  | 2.º  | 1.º  | 2.º  | 1.º  | 1.º  | 2.º  | 2.º  |
| Luján               | 8.º  | 6.º  | 10.º | 13.º | 9.º  | 7.º  | 5.º  | 4.º  | 3.º  | 3.º  | 6.º  | 6.º  | 9.º  | 8.º  | 6.º  | 6.º  | 6.º  | 6.º  | 7.º  |
| Puerto Nuevo        | 18.º | 15.º | 16.º | 18.º | 19.º | 18.º | 18.º | 14.º | 15.º | 13.º | 14.º | 12.º | 12.º | 15.º | 16.º | 16.º | 14.º | 15.º | 15.º |
| Real Pilar          | 15.º | 9.º  | 8.º  | 11.º | 12.º | 15.º | 15.º | 16.º | 17.º | 15.º | 17.º | 17.º | 18.º | 18.º | 15.º | 14.º | 15.º | 13.º | 12.º |
| San Martín (B)      | 4.º  | 3.º  | 7.º  | 4.º  | 3.º  | 2.º  | 2.º  | 2.º  | 4.º  | 4.º  | 3.º  | 2.º  | 3.º  | 2.º  | 1.º  | 2.º  | 3.º  | 1.º  | 1.º  |
| Sportivo Italiano   | 8.º  | 6.º  | 3.º  | 5.º  | 7.º  | 9.º  | 6.º  | 8.º  | 10.º | 9.º  | 7.º  | 8.º  | 7.º  | 7.º  | 9.º  | 7.º  | 8.º  | 7.º  | 9.º  |
| Victoriano Arenas   | 8.º  | 3.º  | 9.º  | 12.º | 15.º | 17.º | 13.º | 13.º | 14.º | 12.º | 13.º | 15.º | 15.º | 17.º | 17.º | 17.º | 18.º | 18.º | 18.º |
| Yupanqui            | 18.º | 19.º | 18.º | 14.º | 13.º | 19.º | 19.º | 19.º | 19.º | 19.º | 19.º | 19.º | 19.º | 19.º | 19.º | 19.º | 19.º | 19.º | 19.º |

|  |

#### Segunda rueda
| Equipo / Fecha      | 20   | 21   | 22   | 23   | 24   | 25   | 26   | 27   | 28   | 29   | 30   | 31   | 32   | 33   | 34   | 35   | 36   | 37   | 38   |
| ------------------- | ---- | ---- | ---- | ---- | ---- | ---- | ---- | ---- | ---- | ---- | ---- | ---- | ---- | ---- | ---- | ---- | ---- | ---- | ---- |
| Atlas               | 6.º  | 7.º  | 5.º  | 6.º  | 6.º  | 6.°  | 8.º  | 8.º  | 9.º  | 10.º | 11.º | 9.º  | 10.º | 10.º | 10.º | 10.º | 10.º | 10.º | 10.º |
| Berazategui         | 15.º | 14.º | 13.º | 13.º | 13.º | 13.º | 14.º | 14.º | 13.º | 13.º | 13.º | 14.º | 14.º | 14.º | 15.º | 15.º | 15.º | 14.º | 14.º |
| Central Córdoba (R) | 14.º | 12.º | 14.º | 14.º | 14.º | 14.º | 13.º | 13.º | 14.º | 14.º | 14.º | 13.º | 15.º | 15.º | 14.º | 14.º | 14.º | 15.º | 15.º |
| Claypole            | 2.º  | 2.º  | 2.º  | 3.º  | 2.º  | 3.º  | 4.º  | 4.º  | 5.º  | 6.º  | 6.º  | 7.º  | 8.º  | 6.º  | 8.º  | 7.º  | 5.º  | 5.º  | 8.º  |
| Deportivo Español   | 10.º | 10.º | 11.º | 11.º | 11.º | 11.º | 11.º | 10.º | 10.º | 9.º  | 9.º  | 11.º | 11.º | 11.º | 11.º | 13.º | 13.º | 13.º | 13.º |
| Deportivo Laferrere | 4.º  | 8.º  | 9.º  | 10.º | 10.º | 9.º  | 9.º  | 9.º  | 8.º  | 7.º  | 7.º  | 5.º  | 7.º  | 7.º  | 6.º  | 3.º  | 3.º  | 3.º  | 3.º  |
| Excursionistas      | 7.º  | 5.º  | 4.º  | 5.º  | 5.º  | 7.°  | 6.º  | 7.º  | 4.º  | 2.º  | 2.º  | 2.º  | 2.º  | 2.º  | 2.º  | 2.º  | 2.º  | 2.º  | 1.º  |
| Ferrocarril Midland | 5.º  | 4.º  | 6.º  | 4.º  | 3.º  | 2.º  | 2.º  | 3.º  | 3.º  | 5.º  | 8.º  | 8.º  | 5.º  | 8.º  | 7.º  | 4.º  | 6.º  | 6.º  | 5.º  |
| General Lamadrid    | 12.º | 13.º | 12.º | 12.º | 12.º | 12.º | 12.º | 12.º | 11.º | 11.º | 10.º | 10.º | 9.º  | 9.º  | 9.º  | 9.º  | 9.º  | 9.º  | 9.º  |
| J. J. de Urquiza    | 8.º  | 9.º  | 7.º  | 8.º  | 7.º  | 5.°  | 5.º  | 5.º  | 7.º  | 8.º  | 5.º  | 3.º  | 3.º  | 3.º  | 3.º  | 5.º  | 7.º  | 8.º  | 7.º  |
| Leandro N. Alem     | 17.º | 17.º | 16.º | 16.º | 16.º | 17.° | 16.º | 16.º | 17.º | 16.º | 16.º | 16.º | 16.º | 16.º | 16.º | 16.º | 17.º | 17.º | 16.º |
| Liniers             | 3.º  | 3.º  | 3.º  | 2.º  | 4.º  | 4.º  | 3.º  | 2.º  | 2.º  | 3.º  | 3.º  | 4.º  | 6.º  | 4.º  | 4.º  | 6.º  | 4.º  | 4.º  | 4.º  |
| Luján               | 9.º  | 6.º  | 8.º  | 9.º  | 9.º  | 10.º | 10.º | 11.º | 12.º | 12.º | 12.º | 12.º | 12.º | 12.º | 13.º | 12.º | 11.º | 11.º | 12.º |
| Puerto Nuevo        | 16.º | 16.º | 17.º | 17.º | 17.º | 15.° | 15.º | 15.º | 16.º | 17.º | 17.º | 17.º | 17.º | 17.º | 17.º | 17.º | 16.º | 16.º | 17.º |
| Real Pilar          | 13.º | 15.º | 15.º | 15.º | 15.º | 16.° | 17.º | 17.º | 15.º | 15.º | 15.º | 15.º | 13.º | 13.º | 12.º | 11.º | 12.º | 12.º | 11.º |
| San Martín (B)      | 1.º  | 1.º  | 1.º  | 1.º  | 1.º  | 1.º  | 1.º  | 1.º  | 1.º  | 1.º  | 1.º  | 1.º  | 1.º  | 1.º  | 1.º  | 1.º  | 1.º  | 1.º  | 2.º  |
| Sportivo Italiano   | 11.º | 11.º | 10.º | 7.º  | 8.º  | 8.°  | 7.º  | 6.º  | 6.º  | 4.º  | 4.º  | 6.º  | 4.º  | 5.º  | 5.º  | 8.º  | 8.º  | 7.º  | 6.º  |
| Victoriano Arenas   | 18.º | 18.º | 18.º | 18.º | 18.º | 18.º | 18.º | 19.º | 18.º | 18.º | 19.º | 19.º | 19.º | 19.º | 19.º | 18.º | 18.º | 18.º | 18.º |
| Yupanqui            | 19.º | 19.º | 19.º | 19.º | 19.º | 19.º | 19.º | 18.º | 19.º | 19.º | 18.º | 18.º | 18.º | 18.º | 18.º | 19.º | 19.º | 19.º | 19.º |

|  |

## Resultados

### Primera rueda
| Fecha 1                    | Fecha 1   | Fecha 1             | Fecha 1                    | Fecha 1     | Fecha 1 |
| Local                      | Resultado | Visitante           | Estadio                    | Fecha       | Hora    |
| -------------------------- | --------- | ------------------- | -------------------------- | ----------- | ------- |
| Deportivo Español          | 3 - 0     | Yupanqui            | Nueva España               | 27 de enero | 17:00   |
| Sportivo Italiano          | 0 - 0     | Atlas               | República de Italia        | 27 de enero | 20:00   |
| Real Pilar                 | 0 - 1     | Deportivo Laferrere | Carlos Barraza             | 27 de enero | 20:00   |
| Berazategui                | 0 - 1     | Leandro N. Alem     | Norman Lee                 | 28 de enero | 17:00   |
| Liniers                    | 2 - 1     | Excursionistas      | Juan Antonio Arias         | 28 de enero | 17:00   |
| J. J. de Urquiza           | 2 - 0     | General Lamadrid    | Ramón Roque Martín         | 28 de enero | 17:00   |
| Luján                      | 0 - 0     | Victoriano Arenas   | Carlos Barraza             | 29 de enero | 17:00   |
| Central Córdoba (R)        | 1 - 2     | San Martín (B)      | Gabino Sosa                | 29 de enero | 17:00   |
| Claypole                   | 3 - 0     | Puerto Nuevo        | Gildo Francisco Ghersinich | 29 de enero | 20:00   |
| Libre: Ferrocarril Midland |           |                     |                            |             |         |

| Fecha 2                 | Fecha 2   | Fecha 2             | Fecha 2               | Fecha 2      | Fecha 2 |
| Local                   | Resultado | Visitante           | Estadio               | Fecha        | Hora    |
| ----------------------- | --------- | ------------------- | --------------------- | ------------ | ------- |
| General Lamadrid        | 1 - 1     | Central Córdoba (R) | Enrique Sexto         | 3 de febrero | 17:00   |
| San Martín (B)          | 0 - 0     | Liniers             | Francisco Boga        | 4 de febrero | 17:00   |
| Deportivo Laferrere     | 0 - 1     | Luján               | Ciudad de Laferrere   | 4 de febrero | 17:00   |
| Victoriano Arenas       | 2 - 1     | Berazategui         | Saturnino Moure       | 4 de febrero | 17:00   |
| Atlas                   | 0 - 3     | Deportivo Español   | Ricardo Puga          | 4 de febrero | 17:00   |
| Puerto Nuevo            | 2 - 2     | Ferrocarril Midland | Rubén Carlos Vallejos | 4 de febrero | 17:00   |
| Leandro N. Alem         | 0 - 1     | Sportivo Italiano   | Leandro N. Alem       | 6 de febrero | 17:00   |
| Yupanqui                | 2 - 3     | Claypole            | Ciudad Evita          | 6 de febrero | 17:00   |
| Excursionistas          | 1 - 2     | Real Pilar          | Excursionistas        | 6 de febrero | 17:00   |
| Libre: J. J. de Urquiza |           |                     |                       |              |         |

| Fecha 3             | Fecha 3   | Fecha 3             | Fecha 3                    | Fecha 3       | Fecha 3 |
| Local               | Resultado | Visitante           | Estadio                    | Fecha         | Hora    |
| ------------------- | --------- | ------------------- | -------------------------- | ------------- | ------- |
| Berazategui         | 1 - 0     | Deportivo Laferrere | Norman Lee                 | 10 de febrero | 17:00   |
| Sportivo Italiano   | 2 - 1     | Victoriano Arenas   | República de Italia        | 11 de febrero | 17:00   |
| Central Córdoba (R) | 0 - 1     | J. J. de Urquiza    | Gabino Sosa                | 11 de febrero | 17:00   |
| Real Pilar          | 2 - 2     | San Martín (B)      | Carlos Barraza             | 11 de febrero | 19:30   |
| Liniers             | 2 - 1     | General Lamadrid    | Juan Antonio Arias         | 12 de febrero | 17:00   |
| Ferrocarril Midland | 1 - 1     | Yupanqui            | Ciudad de Libertad         | 12 de febrero | 19:00   |
| Claypole            | 1 - 0     | Atlas               | Gildo Francisco Ghersinich | 12 de febrero | 20:00   |
| Deportivo Español   | 1 - 2     | Leandro N. Alem     | Nueva España               | 13 de febrero | 17:00   |
| Luján               | 0 - 1     | Excursionistas      | 1.º de Abril               | 13 de febrero | 17:00   |
| Libre: Puerto Nuevo |           |                     |                            |               |         |

| Fecha 4                    | Fecha 4   | Fecha 4             | Fecha 4             | Fecha 4       | Fecha 4 |
| Local                      | Resultado | Visitante           | Estadio             | Fecha         | Hora    |
| -------------------------- | --------- | ------------------- | ------------------- | ------------- | ------- |
| Leandro N. Alem            | 0 - 2     | Claypole            | Leandro N. Alem     | 17 de febrero | 17:00   |
| J. J. de Urquiza           | 0 - 1     | Liniers             | Ramón Roque Martín  | 18 de febrero | 17:00   |
| San Martín (B)             | 2 - 0     | Luján               | Francisco Boga      | 18 de febrero | 17:00   |
| Victoriano Arenas          | 0 - 2     | Deportivo Español   | Saturnino Moure     | 18 de febrero | 17:00   |
| Atlas                      | 1 - 2     | Ferrocarril Midland | Ricardo Puga        | 18 de febrero | 17:00   |
| Yupanqui                   | 1 - 0     | Puerto Nuevo        | Ciudad Evita        | 18 de febrero | 17:00   |
| Excursionistas             | 0 - 3     | Berazategui         | Excursionistas      | 19 de febrero | 17:00   |
| Deportivo Laferrere        | 4 - 0     | Sportivo Italiano   | Ciudad de Laferrere | 19 de febrero | 20:00   |
| General Lamadrid           | 1 - 1     | Real Pilar          | Enrique Sexto       | 21 de febrero | 17:00   |
| Libre: Central Córdoba (R) |           |                     |                     |               |         |

| Fecha 5             | Fecha 5   | Fecha 5             | Fecha 5               | Fecha 5       | Fecha 5 |
| Local               | Resultado | Visitante           | Estadio               | Fecha         | Hora    |
| ------------------- | --------- | ------------------- | --------------------- | ------------- | ------- |
| Berazategui         | 0 - 1     | San Martín (B)      | Norman Lee            | 24 de febrero | 17:00   |
| Liniers             | 1 - 0     | Central Córdoba (R) | Juan Antonio Arias    | 25 de febrero | 17:00   |
| Ferrocarril Midland | 1 - 0     | Leandro N. Alem     | Ciudad de Libertad    | 25 de febrero | 18:00   |
| Sportivo Italiano   | 0 - 0     | Excursionistas      | República de Italia   | 26 de febrero | 17:00   |
| Claypole            | 2 - 0     | Victoriano Arenas   | Rodolfo Capocasa      | 26 de febrero | 21:00   |
| Puerto Nuevo        | 0 - 2     | Atlas               | Rubén Carlos Vallejos | 27 de febrero | 17:00   |
| Deportivo Español   | 0 - 0     | Deportivo Laferrere | Nueva España          | 27 de febrero | 17:00   |
| Luján               | 3 - 2     | General Lamadrid    | 1.º de Abril          | 27 de febrero | 17:00   |
| Real Pilar          | 1 - 2     | J. J. de Urquiza    | Carlos Barraza        | 27 de febrero | 19:30   |
| Libre: Yupanqui     |           |                     |                       |               |         |

| Fecha 6             | Fecha 6   | Fecha 6             | Fecha 6             | Fecha 6    | Fecha 6 |
| Local               | Resultado | Visitante           | Estadio             | Fecha      | Hora    |
| ------------------- | --------- | ------------------- | ------------------- | ---------- | ------- |
| Excursionistas      | 1 - 0     | Deportivo Español   | Excursionistas      | 3 de marzo | 20:00   |
| J. J. de Urquiza    | 1 - 3     | Luján               | Ramón Roque Martín  | 4 de marzo | 17:00   |
| San Martín (B)      | 2 - 1     | Sportivo Italiano   | Francisco Boga      | 4 de marzo | 17:00   |
| Victoriano Arenas   | 1 - 2     | Ferrocarril Midland | Saturnino Moure     | 4 de marzo | 17:00   |
| Atlas               | 3 - 0     | Yupanqui            | Ricardo Puga        | 4 de marzo | 17:00   |
| Deportivo Laferrere | 1 - 0     | Claypole            | Ciudad de Laferrere | 4 de marzo | 20:00   |
| Central Córdoba (R) | 2 - 1     | Real Pilar          | Gabino Sosa         | 5 de marzo | 17:00   |
| General Lamadrid    | 3 - 0     | Berazategui         | Enrique Sexto       | 5 de marzo | 17:00   |
| Leandro N. Alem     | 0 - 1     | Puerto Nuevo        | Leandro N. Alem     | 6 de marzo | 17:00   |
| Libre: Liniers      |           |                     |                     |            |         |

| Fecha 7             | Fecha 7   | Fecha 7             | Fecha 7               | Fecha 7     | Fecha 7 |
| Local               | Resultado | Visitante           | Estadio               | Fecha       | Hora    |
| ------------------- | --------- | ------------------- | --------------------- | ----------- | ------- |
| Puerto Nuevo        | 0 - 1     | Victoriano Arenas   | Rubén Carlos Vallejos | 10 de marzo | 17:00   |
| Claypole            | 1 - 0     | Excursionistas      | Rodolfo Capocasa      | 10 de marzo | 17:00   |
| Deportivo Español   | 2 - 3     | San Martín (B)      | Nueva España          | 10 de marzo | 17:00   |
| Sportivo Italiano   | 2 - 0     | General Lamadrid    | República de Italia   | 10 de marzo | 17:00   |
| Berazategui         | 2 - 2     | J. J. de Urquiza    | Norman Lee            | 10 de marzo | 17:00   |
| Luján               | 1 - 0     | Central Córdoba (R) | 1.º de Abril          | 10 de marzo | 17:00   |
| Ferrocarril Midland | 2 - 1     | Deportivo Laferrere | Ciudad de Libertad    | 10 de marzo | 19:30   |
| Yupanqui            | 1 - 4     | Leandro N. Alem     | Ciudad Evita          | 11 de marzo | 17:00   |
| Real Pilar          | 0 - 0     | Liniers             | Carlos Barraza        | 11 de marzo | 19:30   |
| Libre: Atlas        |           |                     |                       |             |         |

| Fecha 8             | Fecha 8   | Fecha 8             | Fecha 8             | Fecha 8     | Fecha 8 |
| Local               | Resultado | Visitante           | Estadio             | Fecha       | Hora    |
| ------------------- | --------- | ------------------- | ------------------- | ----------- | ------- |
| Liniers             | 1 - 2     | Luján               | Juan Antonio Arias  | 15 de marzo | 16:00   |
| Central Córdoba (R) | 1 - 1     | Berazategui         | Gabino Sosa         | 15 de marzo | 16:00   |
| J. J. de Urquiza    | 1 - 0     | Sportivo Italiano   | Ramón Roque Martín  | 15 de marzo | 16:00   |
| General Lamadrid    | 0 - 2     | Deportivo Español   | Enrique Sexto       | 15 de marzo | 16:00   |
| San Martín (B)      | 0 - 0     | Claypole            | Francisco Boga      | 15 de marzo | 16:00   |
| Victoriano Arenas   | 0 - 0     | Yupanqui            | Saturnino Moure     | 15 de marzo | 16:00   |
| Leandro N. Alem     | 1 - 2     | Atlas               | Leandro N. Alem     | 15 de marzo | 16:00   |
| Excursionistas      | 1 - 4     | Ferrocarril Midland | Deportivo Laferrere | 15 de marzo | 20:00   |
| Deportivo Laferrere | 1 - 3     | Puerto Nuevo        | Ciudad de Laferrere | 15 de marzo | 20:00   |
| Libre: Real Pilar   |           |                     |                     |             |         |

| Fecha 9                | Fecha 9   | Fecha 9             | Fecha 9               | Fecha 9     | Fecha 9 |
| Local                  | Resultado | Visitante           | Estadio               | Fecha       | Hora    |
| ---------------------- | --------- | ------------------- | --------------------- | ----------- | ------- |
| Sportivo Italiano      | 2 - 2     | Central Córdoba (R) | República de Italia   | 18 de marzo | 15:30   |
| Atlas                  | 4 - 0     | Victoriano Arenas   | Ricardo Puga          | 19 de marzo | 15:30   |
| Puerto Nuevo           | 0 - 1     | Excursionistas      | Rubén Carlos Vallejos | 19 de marzo | 15:30   |
| Claypole               | 4 - 0     | General Lamadrid    | Rodolfo Capocasa      | 19 de marzo | 15:30   |
| Luján                  | 4 - 0     | Real Pilar          | 1.º de Abril          | 19 de marzo | 15:30   |
| Ferrocarril Midland    | 1 - 0     | San Martín (B)      | Ciudad de Libertad    | 19 de marzo | 19:00   |
| Yupanqui               | 1 - 3     | Deportivo Laferrere | Ciudad Evita          | 20 de marzo | 15:30   |
| Berazategui            | 0 - 1     | Liniers             | Norman Lee            | 20 de marzo | 15:30   |
| Deportivo Español      | 0 - 1     | J. J. de Urquiza    | Nueva España          | 21 de marzo | 15:30   |
| Libre: Leandro N. Alem |           |                     |                       |             |         |

| Fecha 10            | Fecha 10  | Fecha 10            | Fecha 10            | Fecha 10    | Fecha 10 |
| Local               | Resultado | Visitante           | Estadio             | Fecha       | Hora     |
| ------------------- | --------- | ------------------- | ------------------- | ----------- | -------- |
| Central Córdoba (R) | 0 - 2     | Deportivo Español   | Gabino Sosa         | 25 de marzo | 15:30    |
| General Lamadrid    | 2 - 2     | Ferrocarril Midland | Enrique Sexto       | 25 de marzo | 15:30    |
| San Martín (B)      | 0 - 2     | Puerto Nuevo        | Francisco Boga      | 25 de marzo | 15:30    |
| Excursionistas      | 3 - 1     | Yupanqui            | Excursionistas      | 25 de marzo | 15:30    |
| Victoriano Arenas   | 2 - 0     | Leandro N. Alem     | Saturnino Moure     | 25 de marzo | 15:30    |
| Real Pilar          | 1 - 0     | Berazategui         | Carlos Barraza      | 25 de marzo | 19:30    |
| Deportivo Laferrere | 2 - 1     | Atlas               | Ciudad de Laferrere | 25 de marzo | 20:00    |
| Liniers             | 1 - 2     | Sportivo Italiano   | Juan Antonio Arias  | 26 de marzo | 15:30    |
| J. J. de Urquiza    | 0 - 0     | Claypole            | Ramón Roque Martín  | 27 de marzo | 15:30    |
| Libre: Luján        |           |                     |                     |             |          |

| Fecha 11                 | Fecha 11  | Fecha 11            | Fecha 11              | Fecha 11   | Fecha 11 |
| Local                    | Resultado | Visitante           | Estadio               | Fecha      | Hora     |
| ------------------------ | --------- | ------------------- | --------------------- | ---------- | -------- |
| Puerto Nuevo             | 0 - 4     | General Lamadrid    | Rubén Carlos Vallejos | 1 de abril | 15:30    |
| Sportivo Italiano        | 1 - 0     | Real Pilar          | República de Italia   | 1 de abril | 15:30    |
| Atlas                    | 1 - 1     | Excursionistas      | Ricardo Puga          | 2 de abril | 15:30    |
| Claypole                 | 0 - 0     | Central Córdoba (R) | Rodolfo Capocasa      | 2 de abril | 15:30    |
| Deportivo Español        | 1 - 4     | Liniers             | Nueva España          | 2 de abril | 15:30    |
| Berazategui              | 1 - 0     | Luján               | Norman Lee            | 2 de abril | 15:30    |
| Ferrocarril Midland      | 1 - 2     | J. J. de Urquiza    | Ciudad de Libertad    | 2 de abril | 19:00    |
| Yupanqui                 | 0 - 2     | San Martín (B)      | Ciudad Evita          | 3 de abril | 15:30    |
| Leandro N. Alem          | 0 - 2     | Deportivo Laferrere | Leandro N. Alem       | 5 de abril | 15:30    |
| Libre: Victoriano Arenas |           |                     |                       |            |          |

| Fecha 12            | Fecha 12  | Fecha 12            | Fecha 12            | Fecha 12   | Fecha 12 |
| Local               | Resultado | Visitante           | Estadio             | Fecha      | Hora     |
| ------------------- | --------- | ------------------- | ------------------- | ---------- | -------- |
| General Lamadrid    | 3 - 0     | Yupanqui            | Enrique Sexto       | 7 de abril | 15:30    |
| Luján               | 0 - 0     | Sportivo Italiano   | 1.º de Abril        | 8 de abril | 15:30    |
| Liniers             | 1 - 0     | Claypole            | Juan Antonio Arias  | 8 de abril | 15:30    |
| Central Córdoba (R) | 2 - 1     | Ferrocarril Midland | Gabino Sosa         | 8 de abril | 15:30    |
| San Martín (B)      | 2 - 1     | Atlas               | Francisco Boga      | 8 de abril | 15:30    |
| Excursionistas      | 2 - 0     | Leandro N. Alem     | Excursionistas      | 8 de abril | 15:30    |
| Real Pilar          | 0 - 0     | Deportivo Español   | Carlos Barraza      | 8 de abril | 19:30    |
| J. J. de Urquiza    | 0 - 1     | Puerto Nuevo        | Ramón Roque Martín  | 9 de abril | 15:30    |
| Deportivo Laferrere | 3 - 2     | Victoriano Arenas   | Ciudad de Laferrere | 9 de abril | 20:00    |
| Libre: Berazategui  |           |                     |                     |            |          |

| Fecha 13                   | Fecha 13  | Fecha 13            | Fecha 13              | Fecha 13    | Fecha 13 |
| Local                      | Resultado | Visitante           | Estadio               | Fecha       | Hora     |
| -------------------------- | --------- | ------------------- | --------------------- | ----------- | -------- |
| Sportivo Italiano          | 1 - 0     | Berazategui         | República de Italia   | 14 de abril | 15:30    |
| Victoriano Arenas          | 1 - 1     | Excursionistas      | Saturnino Moure       | 15 de abril | 15:30    |
| Atlas                      | 1 - 1     | General Lamadrid    | Ricardo Puga          | 16 de abril | 15:30    |
| Yupanqui                   | 0 - 3     | J. J. de Urquiza    | Ciudad Evita          | 16 de abril | 15:30    |
| Puerto Nuevo               | 1 - 1     | Central Córdoba (R) | Rubén Carlos Vallejos | 16 de abril | 15:30    |
| Deportivo Español          | 1 - 0     | Luján               | Nueva España          | 16 de abril | 15:30    |
| Ferrocarril Midland        | 2 - 2     | Liniers             | Ciudad de Libertad    | 16 de abril | 19:00    |
| Claypole                   | 0 - 0     | Real Pilar          | Rodolfo Capocasa      | 17 de abril | 15:30    |
| Leandro N. Alem            | 2 - 0     | San Martín (B)      | Leandro N. Alem       | 18 de abril | 15:30    |
| Libre: Deportivo Laferrere |           |                     |                       |             |          |

| Fecha 14                 | Fecha 14  | Fecha 14            | Fecha 14           | Fecha 14    | Fecha 14 |
| Local                    | Resultado | Visitante           | Estadio            | Fecha       | Hora     |
| ------------------------ | --------- | ------------------- | ------------------ | ----------- | -------- |
| Berazategui              | 2 - 0     | Deportivo Español   | Norman Lee         | 21 de abril | 15:30    |
| Central Córdoba (R)      | 2 - 0     | Yupanqui            | Gabino Sosa        | 22 de abril | 15:30    |
| Luján                    | 1 - 1     | Claypole            | 1.º de Abril       | 23 de abril | 15:30    |
| Liniers                  | 2 - 0     | Puerto Nuevo        | Juan Antonio Arias | 23 de abril | 15:30    |
| San Martín (B)           | 4 - 2     | Victoriano Arenas   | Francisco Boga     | 23 de abril | 15:30    |
| Real Pilar               | 1 - 2     | Ferrocarril Midland | Carlos Barraza     | 24 de abril | 15:30    |
| J. J. de Urquiza         | 0 - 1     | Atlas               | Ramón Roque Martín | 24 de abril | 15:30    |
| General Lamadrid         | 1 - 0     | Leandro N. Alem     | Enrique Sexto      | 25 de abril | 15:30    |
| Excursionistas           | 0 - 0     | Deportivo Laferrere | Excursionistas     | 25 de abril | 15:30    |
| Libre: Sportivo Italiano |           |                     |                    |             |          |

| Fecha 15              | Fecha 15  | Fecha 15            | Fecha 15              | Fecha 15    | Fecha 15 |
| Local                 | Resultado | Visitante           | Estadio               | Fecha       | Hora     |
| --------------------- | --------- | ------------------- | --------------------- | ----------- | -------- |
| Victoriano Arenas     | 1 - 1     | General Lamadrid    | Saturnino Moure       | 29 de abril | 15:30    |
| Deportivo Laferrere   | 1 - 3     | San Martín (B)      | Ciudad de Laferrere   | 29 de abril | 20:00    |
| Atlas                 | 4 - 1     | Central Córdoba (R) | Ricardo Puga          | 30 de abril | 15:30    |
| Puerto Nuevo          | 1 - 3     | Real Pilar          | Rubén Carlos Vallejos | 30 de abril | 15:30    |
| Deportivo Español     | 1 - 0     | Sportivo Italiano   | Nueva España          | 30 de abril | 15:30    |
| Ferrocarril Midland   | 0 - 1     | Luján               | Ciudad de Libertad    | 30 de abril | 19:00    |
| Leandro N. Alem       | 0 - 3     | J. J. de Urquiza    | Leandro N. Alem       | 2 de mayo   | 15:30    |
| Yupanqui              | 1 - 1     | Liniers             | Ciudad Evita          | 2 de mayo   | 15:30    |
| Claypole              | 0 - 1     | Berazategui         | Rodolfo Capocasa      | 2 de mayo   | 15:30    |
| Libre: Excursionistas |           |                     |                       |             |          |

| Fecha 16                 | Fecha 16  | Fecha 16            | Fecha 16            | Fecha 16  | Fecha 16 |
| Local                    | Resultado | Visitante           | Estadio             | Fecha     | Hora     |
| ------------------------ | --------- | ------------------- | ------------------- | --------- | -------- |
| Sportivo Italiano        | 3 - 0     | Claypole            | República de Italia | 6 de mayo | 15:30    |
| Berazategui              | 0 - 1     | Ferrocarril Midland | Norman Lee          | 6 de mayo | 15:30    |
| Central Córdoba (R)      | 1 - 0     | Leandro N. Alem     | Gabino Sosa         | 6 de mayo | 15:30    |
| General Lamadrid         | 1 - 0     | Deportivo Laferrere | Enrique Sexto       | 6 de mayo | 15:30    |
| Real Pilar               | 2 - 0     | Yupanqui            | Carlos Barraza      | 6 de mayo | 17:00    |
| Liniers                  | 2 - 1     | Atlas               | Juan Antonio Arias  | 7 de mayo | 14:00    |
| Luján                    | 0 - 0     | Puerto Nuevo        | 1.º de Abril        | 7 de mayo | 15:30    |
| J. J. de Urquiza         | 3 - 0     | Victoriano Arenas   | Ramón Roque Martín  | 7 de mayo | 15:30    |
| San Martín (B)           | 1 - 1     | Excursionistas      | Francisco Boga      | 7 de mayo | 15:30    |
| Libre: Deportivo Español |           |                     |                     |           |          |

| Fecha 17              | Fecha 17  | Fecha 17            | Fecha 17              | Fecha 17   | Fecha 17 |
| Local                 | Resultado | Visitante           | Estadio               | Fecha      | Hora     |
| --------------------- | --------- | ------------------- | --------------------- | ---------- | -------- |
| Excursionistas        | 5 - 1     | General Lamadrid    | Excursionistas        | 12 de mayo | 20:30    |
| Atlas                 | 2 - 1     | Real Pilar          | Ricardo Puga          | 14 de mayo | 15:30    |
| Victoriano Arenas     | 0 - 0     | Central Córdoba (R) | Saturnino Moure       | 14 de mayo | 15:30    |
| Puerto Nuevo          | 3 - 1     | Berazategui         | Rubén Carlos Vallejos | 14 de mayo | 15:30    |
| Ferrocarril Midland   | 1 - 0     | Sportivo Italiano   | Ciudad de Libertad    | 14 de mayo | 15:30    |
| Deportivo Laferrere   | 2 - 0     | J. J. de Urquiza    | Ciudad de Laferrere   | 14 de mayo | 20:00    |
| Leandro N. Alem       | 1 - 0     | Liniers             | Leandro N. Alem       | 15 de mayo | 15:30    |
| Yupanqui              | 0 - 1     | Luján               | Ciudad Evita          | 15 de mayo | 15:30    |
| Claypole              | 4 - 2     | Deportivo Español   | Rodolfo Capocasa      | 15 de mayo | 15:30    |
| Libre: San Martín (B) |           |                     |                       |            |          |

| Fecha 18            | Fecha 18  | Fecha 18            | Fecha 18            | Fecha 18   | Fecha 18 |
| Local               | Resultado | Visitante           | Estadio             | Fecha      | Hora     |
| ------------------- | --------- | ------------------- | ------------------- | ---------- | -------- |
| Sportivo Italiano   | 2 - 0     | Puerto Nuevo        | República de Italia | 19 de mayo | 15:30    |
| Central Córdoba (R) | 1 - 0     | Deportivo Laferrere | Gabino Sosa         | 20 de mayo | 14:00    |
| Berazategui         | 0 - 2     | Yupanqui            | Norman Lee          | 21 de mayo | 15:30    |
| Luján               | 1 - 2     | Atlas               | 1.º de Abril        | 21 de mayo | 15:30    |
| Real Pilar          | 1 - 0     | Leandro N. Alem     | Carlos Barraza      | 21 de mayo | 15:30    |
| Liniers             | 2 - 1     | Victoriano Arenas   | Juan Antonio Arias  | 21 de mayo | 15:30    |
| J. J. de Urquiza    | 1 - 1     | Excursionistas      | Ramón Roque Martín  | 21 de mayo | 15:30    |
| General Lamadrid    | 2 - 4     | San Martín (B)      | Enrique Sexto       | 21 de mayo | 15:30    |
| Deportivo Español   | 1 - 1     | Ferrocarril Midland | Nueva España        | 22 de mayo | 15:30    |
| Libre: Claypole     |           |                     |                     |            |          |

| Fecha 19                | Fecha 19  | Fecha 19            | Fecha 19              | Fecha 19   | Fecha 19 |
| Local                   | Resultado | Visitante           | Estadio               | Fecha      | Hora     |
| ----------------------- | --------- | ------------------- | --------------------- | ---------- | -------- |
| San Martín (B)          | 2 - 0     | J. J. de Urquiza    | Francisco Boga        | 26 de mayo | 14:00    |
| Victoriano Arenas       | 1 - 1     | Real Pilar          | Saturnino Moure       | 26 de mayo | 14:00    |
| Leandro N. Alem         | 0 - 0     | Luján               | Norman Lee            | 26 de mayo | 14:00    |
| Atlas                   | 1 - 1     | Berazategui         | Ricardo Puga          | 26 de mayo | 14:00    |
| Deportivo Laferrere     | 1 - 0     | Liniers             | Ciudad de Laferrere   | 26 de mayo | 14:00    |
| Excursionistas          | 2 - 0     | Central Córdoba (R) | Excursionistas        | 27 de mayo | 15:30    |
| Puerto Nuevo            | 1 - 1     | Deportivo Español   | Rubén Carlos Vallejos | 28 de mayo | 15:30    |
| Yupanqui                | 2 - 1     | Sportivo Italiano   | Ciudad Evita          | 29 de mayo | 15:30    |
| Ferrocarril Midland     | 0 - 1     | Claypole            | Ciudad de Libertad    | 29 de mayo | 19:00    |
| Libre: General Lamadrid |           |                     |                       |            |          |

| 1. 2. |

### Segunda rueda
| Fecha 20                   | Fecha 20  | Fecha 20            | Fecha 20              | Fecha 20   | Fecha 20 |
| Local                      | Resultado | Visitante           | Estadio               | Fecha      | Hora     |
| -------------------------- | --------- | ------------------- | --------------------- | ---------- | -------- |
| Yupanqui                   | 0 - 1     | Deportivo Español   | Ciudad Evita          | 2 de junio | 15:30    |
| Puerto Nuevo               | 0 - 1     | Claypole            | Rubén Carlos Vallejos | 3 de junio | 15:30    |
| Victoriano Arenas          | 0 - 0     | Luján               | Saturnino Moure       | 3 de junio | 15:30    |
| Atlas                      | 1 - 0     | Sportivo Italiano   | Ricardo Puga          | 4 de junio | 15:30    |
| Deportivo Laferrere        | 2 - 0     | Real Pilar          | Ciudad de Laferrere   | 4 de junio | 15:30    |
| San Martín (B)             | 2 - 0     | Central Córdoba (R) | Francisco Boga        | 4 de junio | 15:30    |
| General Lamadrid           | 2 - 1     | J. J. de Urquiza    | Enrique Sexto         | 4 de junio | 15:30    |
| Leandro N. Alem            | 2 - 2     | Berazategui         | Leandro N. Alem       | 5 de junio | 15:30    |
| Excursionistas             | 3 - 0     | Liniers             | Excursionistas        | 5 de junio | 20:00    |
| Libre: Ferrocarril Midland |           |                     |                       |            |          |

| Fecha 21                | Fecha 21  | Fecha 21            | Fecha 21            | Fecha 21    | Fecha 21 |
| Local                   | Resultado | Visitante           | Estadio             | Fecha       | Hora     |
| ----------------------- | --------- | ------------------- | ------------------- | ----------- | -------- |
| Central Córdoba (R)     | 3 - 1     | General Lamadrid    | Gabino Sosa         | 10 de junio | 15:30    |
| Real Pilar              | 2 - 3     | Excursionistas      | Carlos Barraza      | 10 de junio | 15:30    |
| Sportivo Italiano       | 1 - 1     | Leandro N. Alem     | República de Italia | 10 de junio | 15:30    |
| Liniers                 | 1 - 0     | San Martín (B)      | Juan Antonio Arias  | 12 de junio | 15:30    |
| Luján                   | 1 - 0     | Deportivo Laferrere | 1 de Abril          | 12 de junio | 15:30    |
| Berazategui             | 1 - 0     | Victoriano Arenas   | Norman Lee          | 12 de junio | 15:30    |
| Claypole                | 3 - 0     | Yupanqui            | Rodolfo Capocasa    | 12 de junio | 15:30    |
| Deportivo Español       | 1 - 1     | Atlas               | Nueva España        | 13 de junio | 15:30    |
| Ferrocarril Midland     | 2 - 1     | Puerto Nuevo        | Ciudad de Libertad  | 13 de junio | 20:00    |
| Libre: J. J. de Urquiza |           |                     |                     |             |          |

| Fecha 22            | Fecha 22  | Fecha 22            | Fecha 22            | Fecha 22    | Fecha 22 |
| Local               | Resultado | Visitante           | Estadio             | Fecha       | Hora     |
| ------------------- | --------- | ------------------- | ------------------- | ----------- | -------- |
| Excursionistas      | 1 - 0     | Luján               | Excursionistas      | 16 de junio | 20:00    |
| Yupanqui            | 1 - 0     | Ferrocarril Midland | Ciudad Evita        | 17 de junio | 15:30    |
| Atlas               | 2 - 1     | Claypole            | Ricardo Puga        | 18 de junio | 15:30    |
| Deportivo Laferrere | 0 - 1     | Berazategui         | Ciudad de Laferrere | 18 de junio | 15:30    |
| Victoriano Arenas   | 0 - 3     | Sportivo Italiano   | Saturnino Moure     | 19 de junio | 15:30    |
| San Martín (B)      | 1 - 1     | Real Pilar          | Francisco Boga      | 19 de junio | 15:30    |
| General Lamadrid    | 2 - 1     | Liniers             | Enrique Sexto       | 19 de junio | 15:30    |
| J. J. de Urquiza    | 1 - 0     | Central Córdoba (R) | Ramón Roque Martín  | 19 de junio | 15:30    |
| Leandro N. Alem     | 2 - 0     | Deportivo Español   | Leandro N. Alem     | 20 de junio | 15:30    |
| Libre: Puerto Nuevo |           |                     |                     |             |          |

| Fecha 23                   | Fecha 23  | Fecha 23            | Fecha 23              | Fecha 23    | Fecha 23 |
| Local                      | Resultado | Visitante           | Estadio               | Fecha       | Hora     |
| -------------------------- | --------- | ------------------- | --------------------- | ----------- | -------- |
| Luján                      | 0 - 1     | San Martín (B)      | 1 de Abril            | 24 de junio | 15:30    |
| Sportivo Italiano          | 1 - 0     | Deportivo Laferrere | República de Italia   | 24 de junio | 15:30    |
| Claypole                   | 0 - 0     | Leandro N. Alem     | Rodolfo Capocasa      | 24 de junio | 15:30    |
| Real Pilar                 | 0 - 1     | General Lamadrid    | Carlos Barraza        | 24 de junio | 15:30    |
| Liniers                    | 3 - 1     | J. J. de Urquiza    | Juan Antonio Arias    | 25 de junio | 15:30    |
| Deportivo Español          | 1 - 1     | Victoriano Arenas   | Nueva España          | 25 de junio | 15:30    |
| Puerto Nuevo               | 1 - 1     | Yupanqui            | Rubén Carlos Vallejos | 25 de junio | 15:30    |
| Ferrocarril Midland        | 4 - 3     | Atlas               | Ciudad de Libertad    | 25 de junio | 17:00    |
| Berazategui                | 2 - 1     | Excursionistas      | Norman Lee            | 26 de junio | 15:30    |
| Libre: Central Córdoba (R) |           |                     |                       |             |          |

| Fecha 24            | Fecha 24  | Fecha 24            | Fecha 24            | Fecha 24   | Fecha 24 |
| Local               | Resultado | Visitante           | Estadio             | Fecha      | Hora     |
| ------------------- | --------- | ------------------- | ------------------- | ---------- | -------- |
| Victoriano Arenas   | 1 - 2     | Claypole            | Saturnino Moure     | 1 de julio | 15:30    |
| San Martín (B)      | 1 - 1     | Berazategui         | Francisco Boga      | 1 de julio | 15:30    |
| Central Córdoba (R) | 0 - 0     | Liniers             | Gabino Sosa         | 1 de julio | 15:30    |
| Atlas               | 0 - 0     | Puerto Nuevo        | Ricardo Puga        | 2 de julio | 15:30    |
| Deportivo Laferrere | 0 - 0     | Deportivo Español   | Ciudad de Laferrere | 2 de julio | 15:30    |
| J. J. de Urquiza    | 2 - 0     | Real Pilar          | Ramón Roque Martín  | 2 de julio | 15:30    |
| General Lamadrid    | 0 - 0     | Luján               | Enrique Sexto       | 4 de julio | 15:30    |
| Excursionistas      | 1 - 1     | Sportivo Italiano   | Excursionistas      | 4 de julio | 20:00    |
| Leandro N. Alem     | 0 - 2     | Ferrocarril Midland | Leandro N. Alem     | 5 de julio | 15:30    |
| Libre: Yupanqui     |           |                     |                     |            |          |

| Fecha 25            | Fecha 25  | Fecha 25            | Fecha 25              | Fecha 25    | Fecha 25 |
| Local               | Resultado | Visitante           | Estadio               | Fecha       | Hora     |
| ------------------- | --------- | ------------------- | --------------------- | ----------- | -------- |
| Berazategui         | 0 - 1     | General Lamadrid    | Norman Lee            | 8 de julio  | 11:00    |
| Real Pilar          | 0 - 2     | Central Córdoba (R) | Carlos Barraza        | 8 de julio  | 15:30    |
| Luján               | 0 - 1     | J. J. de Urquiza    | 1 de Abril            | 8 de julio  | 15:30    |
| Yupanqui            | 0 - 0     | Atlas               | Ciudad Evita          | 8 de julio  | 15:30    |
| Deportivo Español   | 2 - 1     | Excursionistas      | Nueva España          | 9 de julio  | 15:30    |
| Claypole            | 1 - 1     | Deportivo Laferrere | Rodolfo Capocasa      | 9 de julio  | 15:30    |
| Ferrocarril Midland | 3 - 1     | Victoriano Arenas   | Ciudad de Libertad    | 9 de julio  | 17:00    |
| Sportivo Italiano   | 0 - 4     | San Martín (B)      | República de Italia   | 10 de julio | 15:30    |
| Puerto Nuevo        | 3 - 0     | Leandro N. Alem     | Rubén Carlos Vallejos | 10 de julio | 15:30    |
| Libre: Liniers      |           |                     |                       |             |          |

| Fecha 26            | Fecha 26  | Fecha 26            | Fecha 26            | Fecha 26    | Fecha 26 |
| Local               | Resultado | Visitante           | Estadio             | Fecha       | Hora     |
| ------------------- | --------- | ------------------- | ------------------- | ----------- | -------- |
| Leandro N. Alem     | 1 - 0     | Yupanqui            | Leandro N. Alem     | 14 de julio | 15:30    |
| Victoriano Arenas   | 0 - 0     | Puerto Nuevo        | Saturnino Moure     | 14 de julio | 15:30    |
| San Martín (B)      | 2 - 0     | Deportivo Español   | Francisco Boga      | 14 de julio | 15:30    |
| General Lamadrid    | 0 - 1     | Sportivo Italiano   | Enrique Sexto       | 14 de julio | 15:30    |
| Central Córdoba (R) | 1 - 1     | Luján               | Gabino Sosa         | 14 de julio | 15:30    |
| Liniers             | 1 - 0     | Real Pilar          | Juan Antonio Arias  | 14 de julio | 15:30    |
| Deportivo Laferrere | 3 - 1     | Ferrocarril Midland | Ciudad de Laferrere | 14 de julio | 17:00    |
| Excursionistas      | 1 - 0     | Claypole            | Excursionistas      | 14 de julio | 20:00    |
| J. J. de Urquiza    | 2 - 1     | Berazategui         | Ramón Roque Martín  | 15 de julio | 15:30    |
| Libre: Atlas        |           |                     |                     |             |          |

| Fecha 27            | Fecha 27  | Fecha 27            | Fecha 27              | Fecha 27    | Fecha 27 |
| Local               | Resultado | Visitante           | Estadio               | Fecha       | Hora     |
| ------------------- | --------- | ------------------- | --------------------- | ----------- | -------- |
| Deportivo Español   | 1 - 0     | General Lamadrid    | Nueva España          | 18 de julio | 15:30    |
| Claypole            | 0 - 1     | San Martín (B)      | Rodolfo Capocasa      | 18 de julio | 15:30    |
| Puerto Nuevo        | 0 - 1     | Deportivo Laferrere | Rubén Carlos Vallejos | 18 de julio | 15:30    |
| Yupanqui            | 1 - 0     | Victoriano Arenas   | Ciudad Evita          | 18 de julio | 15:30    |
| Atlas               | 3 - 1     | Leandro N. Alem     | Ricardo Puga          | 18 de julio | 15:30    |
| Berazategui         | 1 - 1     | Central Córdoba (R) | Norman Lee            | 19 de julio | 15:30    |
| Sportivo Italiano   | 2 - 1     | J. J. de Urquiza    | República de Italia   | 19 de julio | 15:30    |
| Luján               | 0 - 1     | Liniers             | 1 de Abril            | 19 de julio | 15:30    |
| Ferrocarril Midland | 0 - 0     | Excursionistas      | Ciudad de Libertad    | 19 de julio | 17:00    |
| Libre: Real Pilar   |           |                     |                       |             |          |

| Fecha 28               | Fecha 28  | Fecha 28            | Fecha 28            | Fecha 28    | Fecha 28 |
| Local                  | Resultado | Visitante           | Estadio             | Fecha       | Hora     |
| ---------------------- | --------- | ------------------- | ------------------- | ----------- | -------- |
| San Martín (B)         | 3 - 2     | Ferrocarril Midland | Francisco Boga      | 22 de julio | 15:30    |
| Victoriano Arenas      | 2 - 1     | Atlas               | Saturnino Moure     | 23 de julio | 15:30    |
| Deportivo Laferrere    | 0 - 0     | Yupanqui            | Ciudad de Laferrere | 23 de julio | 15:30    |
| Excursionistas         | 2 - 1     | Puerto Nuevo        | Excursionistas      | 23 de julio | 15:30    |
| General Lamadrid       | 2 - 0     | Claypole            | Enrique Sexto       | 23 de julio | 15:30    |
| J. J. de Urquiza       | 0 - 1     | Deportivo Español   | Ramón Roque Martín  | 23 de julio | 15:30    |
| Liniers                | 1 - 2     | Berazategui         | Juan Antonio Arias  | 23 de julio | 15:30    |
| Real Pilar             | 1 - 0     | Luján               | Carlos Barraza      | 23 de julio | 15:30    |
| Central Córdoba (R)    | 0 - 0     | Sportivo Italiano   | Gabino Sosa         | 24 de julio | 15:30    |
| Libre: Leandro N. Alem |           |                     |                     |             |          |

| Fecha 29            | Fecha 29  | Fecha 29            | Fecha 29              | Fecha 29    | Fecha 29 |
| Local               | Resultado | Visitante           | Estadio               | Fecha       | Hora     |
| ------------------- | --------- | ------------------- | --------------------- | ----------- | -------- |
| Claypole            | 1 - 1     | J. J. de Urquiza    | Rodolfo Capocasa      | 29 de julio | 15:30    |
| Puerto Nuevo        | 2 - 2     | San Martín (B)      | Rubén Carlos Vallejos | 29 de julio | 15:30    |
| Leandro N. Alem     | 1 - 0     | Victoriano Arenas   | Leandro N. Alem       | 29 de julio | 15:30    |
| Berazategui         | 1 - 2     | Real Pilar          | Norman Lee            | 30 de julio | 15:30    |
| Sportivo Italiano   | 1 - 0     | Liniers             | República de Italia   | 30 de julio | 15:30    |
| Atlas               | 0 - 1     | Deportivo Laferrere | Ricardo Puga          | 30 de julio | 15:30    |
| Deportivo Español   | 1 - 1     | Central Córdoba (R) | Nueva España          | 31 de julio | 15:30    |
| Yupanqui            | 0 - 1     | Excursionistas      | Ciudad Evita          | 31 de julio | 15:30    |
| Ferrocarril Midland | 1 - 2     | General Lamadrid    | Ciudad de Libertad    | 31 de julio | 18:00    |
| Libre: Luján        |           |                     |                       |             |          |

| Fecha 30                 | Fecha 30  | Fecha 30            | Fecha 30            | Fecha 30    | Fecha 30 |
| Local                    | Resultado | Visitante           | Estadio             | Fecha       | Hora     |
| ------------------------ | --------- | ------------------- | ------------------- | ----------- | -------- |
| Deportivo Laferrere      | 1 - 1     | Leandro N. Alem     | Ciudad de Laferrere | 5 de agosto | 15:30    |
| Excursionistas           | 4 - 2     | Atlas               | Excursionistas      | 5 de agosto | 15:30    |
| General Lamadrid         | 2 - 0     | Puerto Nuevo        | Enrique Sexto       | 5 de agosto | 15:30    |
| Real Pilar               | 1 - 1     | Sportivo Italiano   | Carlos Barraza      | 5 de agosto | 15:30    |
| Luján                    | 1 - 1     | Berazategui         | 1 de Abril          | 5 de agosto | 15:30    |
| San Martín (B)           | 2 - 3     | Yupanqui            | Francisco Boga      | 6 de agosto | 15:30    |
| J. J. de Urquiza         | 1 - 0     | Ferrocarril Midland | Ramón Roque Martín  | 6 de agosto | 15:30    |
| Central Córdoba (R)      | 0 - 0     | Claypole            | Gabino Sosa         | 6 de agosto | 15:30    |
| Liniers                  | 2 - 2     | Deportivo Español   | Juan Antonio Arias  | 6 de agosto | 15:30    |
| Libre: Victoriano Arenas |           |                     |                     |             |          |

| Fecha 31            | Fecha 31  | Fecha 31            | Fecha 31              | Fecha 31     | Fecha 31 |
| Local               | Resultado | Visitante           | Estadio               | Fecha        | Hora     |
| ------------------- | --------- | ------------------- | --------------------- | ------------ | -------- |
| Sportivo Italiano   | 1 - 2     | Luján               | República de Italia   | 19 de agosto | 15:30    |
| Atlas               | 3 - 2     | San Martín (B)      | Ricardo Puga          | 19 de agosto | 15:30    |
| Claypole            | 1 - 1     | Liniers             | Rodolfo Capocasa      | 20 de agosto | 15:30    |
| Puerto Nuevo        | 0 - 2     | J. J. de Urquiza    | Rubén Carlos Vallejos | 20 de agosto | 15:30    |
| Yupanqui            | 0 - 0     | General Lamadrid    | Ciudad Evita          | 20 de agosto | 15:30    |
| Deportivo Español   | 0 - 1     | Real Pilar          | Nueva España          | 21 de agosto | 15:30    |
| Leandro N. Alem     | 0 - 0     | Excursionistas      | Leandro N. Alem       | 21 de agosto | 15:30    |
| Victoriano Arenas   | 0 - 1     | Deportivo Laferrere | Saturnino Moure       | 21 de agosto | 15:30    |
| Ferrocarril Midland | 1 - 1     | Central Córdoba (R) | Ciudad de Libertad    | 21 de agosto | 17:00    |
| Libre: Berazategui  |           |                     |                       |              |          |

| Fecha 32                   | Fecha 32  | Fecha 32            | Fecha 32           | Fecha 32     | Fecha 32 |
| Local                      | Resultado | Visitante           | Estadio            | Fecha        | Hora     |
| -------------------------- | --------- | ------------------- | ------------------ | ------------ | -------- |
| San Martín (B)             | 1 - 0     | Leandro N. Alem     | Francisco Boga     | 25 de agosto | 20:00    |
| Liniers                    | 0 - 1     | Ferrocarril Midland | Juan Antonio Arias | 26 de agosto | 15:30    |
| Real Pilar                 | 1 - 0     | Claypole            | Carlos Barraza     | 26 de agosto | 15:30    |
| Berazategui                | 0 - 1     | Sportivo Italiano   | Norman Lee         | 26 de agosto | 15:30    |
| General Lamadrid           | 1 - 0     | Atlas               | Enrique Sexto      | 27 de agosto | 15:30    |
| J. J. de Urquiza           | 3 - 0     | Yupanqui            | Ramón Roque Martín | 27 de agosto | 15:30    |
| Central Córdoba (R)        | 0 - 3     | Puerto Nuevo        | Gabino Sosa        | 27 de agosto | 15:30    |
| Luján                      | 1 - 1     | Deportivo Español   | 1 de abril         | 27 de agosto | 15:30    |
| Excursionistas             | 3 - 0     | Victoriano Arenas   | Excursionistas     | 28 de agosto | 20:00    |
| Libre: Deportivo Laferrere |           |                     |                    |              |          |

| Fecha 33                 | Fecha 33  | Fecha 33            | Fecha 33              | Fecha 33        | Fecha 33 |
| Local                    | Resultado | Visitante           | Estadio               | Fecha           | Hora     |
| ------------------------ | --------- | ------------------- | --------------------- | --------------- | -------- |
| Yupanqui                 | 0 - 1     | Central Córdoba (R) | Ciudad Evita          | 2 de septiembre | 15:30    |
| Victoriano Arenas        | 2 - 1     | San Martín (B)      | Saturnino Moure       | 2 de septiembre | 15:30    |
| Atlas                    | 2 - 1     | J. J. de Urquiza    | Ricardo Puga          | 2 de septiembre | 15:30    |
| Claypole                 | 1 - 0     | Luján               | Rodolfo Capocasa      | 3 de septiembre | 15:30    |
| Puerto Nuevo             | 0 - 0     | Liniers             | Rubén Carlos Vallejos | 3 de septiembre | 15:30    |
| Deportivo Laferrere      | 1 - 0     | Excursionistas      | Ciudad de Laferrere   | 3 de septiembre | 15:30    |
| Leandro N. Alem          | 1 - 1     | General Lamadrid    | Leandro N. Alem       | 3 de septiembre | 15:30    |
| Ferrocarril Midland      | 1 - 2     | Real Pilar          | Ciudad de Libertad    | 3 de septiembre | 17:00    |
| Deportivo Español        | 2 - 3     | Berazategui         | Nueva España          | 4 de septiembre | 15:30    |
| Libre: Sportivo Italiano |           |                     |                       |                 |          |

| Fecha 34              | Fecha 34  | Fecha 34            | Fecha 34            | Fecha 34         | Fecha 34 |
| Local                 | Resultado | Visitante           | Estadio             | Fecha            | Hora     |
| --------------------- | --------- | ------------------- | ------------------- | ---------------- | -------- |
| J. J. de Urquiza      | 0 - 0     | Leandro N. Alem     | Ramón Roque Martín  | 9 de septiembre  | 15:30    |
| Real Pilar            | 2 - 0     | Puerto Nuevo        | Carlos Barraza      | 9 de septiembre  | 15:30    |
| Sportivo Italiano     | 2 - 0     | Deportivo Español   | República de Italia | 9 de septiembre  | 15:30    |
| San Martín (B)        | 1 - 3     | Deportivo Laferrere | Francisco Boga      | 9 de septiembre  | 20:00    |
| Liniers               | 2 - 1     | Yupanqui            | Juan Antonio Arias  | 10 de septiembre | 15:30    |
| Luján                 | 0 - 1     | Ferrocarril Midland | 1 de abril          | 10 de septiembre | 15:30    |
| General Lamadrid      | 2 - 0     | Victoriano Arenas   | Enrique Sexto       | 11 de septiembre | 15:30    |
| Central Córdoba (R)   | 1 - 0     | Atlas               | Gabino Sosa         | 11 de septiembre | 15:30    |
| Berazategui           | 1 - 1     | Claypole            | Norman Lee          | 11 de septiembre | 15:30    |
| Libre: Excursionistas |           |                     |                     |                  |          |

| Fecha 35                 | Fecha 35  | Fecha 35            | Fecha 35              | Fecha 35         | Fecha 35 |
| Local                    | Resultado | Visitante           | Estadio               | Fecha            | Hora     |
| ------------------------ | --------- | ------------------- | --------------------- | ---------------- | -------- |
| Claypole                 | 2 - 0     | Sportivo Italiano   | Rodolfo Capocasa      | 16 de septiembre | 15:30    |
| Yupanqui                 | 0 - 1     | Real Pilar          | Ciudad Evita          | 16 de septiembre | 15:30    |
| Excursionistas           | 4 - 0     | San Martín (B)      | Excursionistas        | 16 de septiembre | 15:30    |
| Puerto Nuevo             | 1 - 2     | Luján               | Rubén Carlos Vallejos | 17 de septiembre | 15:30    |
| Atlas                    | 0 - 0     | Liniers             | Ricardo Puga          | 17 de septiembre | 15:30    |
| Victoriano Arenas        | 1 - 1     | J. J. de Urquiza    | Saturnino Moure       | 17 de septiembre | 15:30    |
| Deportivo Laferrere      | 1 - 0     | General Lamadrid    | Ciudad de Laferrere   | 17 de septiembre | 15:30    |
| Ferrocarril Midland      | 3 - 0     | Berazategui         | Ciudad de Libertad    | 17 de septiembre | 17:00    |
| Leandro N. Alem          | 2 - 2     | Central Córdoba (R) | Leandro N. Alem       | 18 de septiembre | 15:30    |
| Libre: Deportivo Español |           |                     |                       |                  |          |

| Fecha 36              | Fecha 36  | Fecha 36            | Fecha 36                      | Fecha 36         | Fecha 36 |
| Local                 | Resultado | Visitante           | Estadio                       | Fecha            | Hora     |
| --------------------- | --------- | ------------------- | ----------------------------- | ---------------- | -------- |
| Deportivo Español     | 0 - 1     | Claypole            | Nueva España                  | 22 de septiembre | 15:30    |
| Central Córdoba (R)   | 0 - 1     | Victoriano Arenas   | Gabino Sosa                   | 23 de septiembre | 15:30    |
| Real Pilar            | 0 - 1     | Atlas               | Carlos Barraza                | 23 de septiembre | 15:30    |
| Sportivo Italiano     | 2 - 2     | Ferrocarril Midland | República de Italia           | 23 de septiembre | 17:00    |
| General Lamadrid      | 3 - 0     | Excursionistas      | Enrique Sexto                 | 24 de septiembre | 14:00    |
| J. J. de Urquiza      | 0 - 1     | Deportivo Laferrere | Ramón Roque Martín            | 24 de septiembre | 15:30    |
| Liniers               | 1 - 0     | Leandro N. Alem     | Juan Antonio Arias            | 24 de septiembre | 15:30    |
| Luján                 | 2 - 1     | Yupanqui            | 1 de Abril                    | 25 de septiembre | 15:30    |
| Berazategui           | 0 - 1     | Puerto Nuevo        | Cententario Ciudad de Quilmes | 25 de septiembre | 15:30    |
| Libre: San Martín (B) |           |                     |                               |                  |          |

| Fecha 37            | Fecha 37  | Fecha 37            | Fecha 37              | Fecha 37         | Fecha 37 |
| Local               | Resultado | Visitante           | Estadio               | Fecha            | Hora     |
| ------------------- | --------- | ------------------- | --------------------- | ---------------- | -------- |
| Excursionistas      | 2 - 0     | J. J. de Urquiza    | Excursionistas        | 29 de septiembre | 20:30    |
| San Martín (B)      | 1 - 0     | General Lamadrid    | Francisco Boga        | 29 de septiembre | 20:30    |
| Puerto Nuevo        | 1 - 1     | Sportivo Italiano   | Rubén Carlos Vallejos | 1 de octubre     | 15:30    |
| Victoriano Arenas   | 2 - 1     | Liniers             | Saturnino Moure       | 1 de octubre     | 15:30    |
| Atlas               | 1 - 3     | Luján               | Ricardo Puga          | 2 de octubre     | 15:30    |
| Deportivo Laferrere | 1 - 0     | Central Córdoba (R) | Ciudad de Laferrere   | 2 de octubre     | 18:30    |
| Ferrocarril Midland | 0 - 1     | Deportivo Español   | Ciudad de Libertad    | 2 de octubre     | 20:00    |
| Yupanqui            | 2 - 6     | Berazategui         | Ciudad Evita          | 3 de octubre     | 15:30    |
| Leandro N. Alem     | 0 - 2     | Real Pilar          | Leandro N. Alem       | 3 de octubre     | 15:30    |
| Libre: Claypole     |           |                     |                       |                  |          |

| Fecha 38                | Fecha 38  | Fecha 38            | Fecha 38                      | Fecha 38      | Fecha 38 |
| Local                   | Resultado | Visitante           | Estadio                       | Fecha         | Hora     |
| ----------------------- | --------- | ------------------- | ----------------------------- | ------------- | -------- |
| J. J. de Urquiza        | 4 - 0     | San Martín (B)      | Ramón Roque Martín            | 10 de octubre | 15:00    |
| Central Córdoba (R)     | 0 - 2     | Excursionistas      | Gabino Sosa                   | 10 de octubre | 15:00    |
| Liniers                 | 2 - 0     | Deportivo Laferrere | Juan Antonio Arias            | 10 de octubre | 15:00    |
| Real Pilar              | 3 - 0     | Victoriano Arenas   | Carlos Barraza                | 10 de octubre | 15:00    |
| Luján                   | 0 - 1     | Leandro N. Alem     | El Coliseo de Mitre y Puccini | 10 de octubre | 15:00    |
| Berazategui             | 1 - 0     | Atlas               | Norman Lee                    | 10 de octubre | 15:00    |
| Sportivo Italiano       | 3 - 1     | Yupanqui            | República de Italia           | 10 de octubre | 15:00    |
| Deportivo Español       | 4 - 0     | Puerto Nuevo        | Nueva España                  | 10 de octubre | 15:00    |
| Claypole                | 1 - 2     | Ferrocarril Midland | Rodolfo Capocasa              | 10 de octubre | 15:00    |
| Libre: General Lamadrid |           |                     |                               |               |          |

| 1. 2. 3. |

### Partido de desempate del primer puesto
Al haber terminado igualados en el primer puesto de la tabla final de posiciones, Excursionistas y San Martín (B) jugaron un partido de desempate para consagrar al campeón.
| 14 de octubre, 15:00                | Excursionistas | 1:0 (0:0) | San Martín (B) | Estadio Único Diego Armando Maradona, La Plata |                             |
|                                     | Villagra 69'   | Reporte   |                | Árbitro(s): Jonathan De Oto                    | Árbitro(s): Jonathan De Oto |
| Excursionistas se consagró campeón. |                |           |                |                                                |                             |

## Torneo reducido por el cuarto ascenso
Se disputó por eliminación directa, en tres etapas (cuartos de final, semifinales y final). Lo jugaron los ocho equipos ubicados entre el cuarto y el undécimo puesto en la tabla de posiciones final. Todas las instancias se disputaron a doble partido, siendo locales en el segundo los mejor ubicados. En caso de empate de la serie se apeló a los tiros  desde  el  punto  penal.

### Cuadro de desarrollo
|  | Cuartos de final    | Cuartos de final    | Cuartos de final    | Cuartos de final    | Cuartos de final    |   |   | Semifinales         | Semifinales         | Semifinales         | Semifinales         | Semifinales         |  |   | Final                | Final                | Final                | Final                | Final                |  |
|  | 14 al 29 de octubre | 14 al 29 de octubre | 14 al 29 de octubre | 14 al 29 de octubre | 14 al 29 de octubre |   |   | 5 y 12 de noviembre | 5 y 12 de noviembre | 5 y 12 de noviembre | 5 y 12 de noviembre | 5 y 12 de noviembre |  |   | 18 y 25 de noviembre | 18 y 25 de noviembre | 18 y 25 de noviembre | 18 y 25 de noviembre | 18 y 25 de noviembre |  |
|  |                     |                     |                     |                     |                     |   |   |                     |                     |                     |                     |                     |  |   |                      |                      |                      |                      |                      |  |
|  |                     |                     |                     |                     |                     |   |   |                     |                     |                     |                     |                     |  |   |                      |                      |                      |                      |                      |  |
|  | 4                   | Liniers             | 2                   | 1                   | 3                   |   |   |                     |                     |                     |                     |                     |  |   |                      |                      |                      |                      |                      |  |
|  | 4                   | Liniers             | 2                   | 1                   | 3                   |   |   |                     |                     |                     |                     |                     |  |   |                      |                      |                      |                      |                      |  |
|  | 11                  | Real Pilar          | 1                   | 1                   | 2                   |   |   |                     |                     |                     |                     |                     |  |   |                      |                      |                      |                      |                      |  |
|  | 11                  | Real Pilar          | 1                   | 1                   | 2                   |   | 4 | Liniers             | 1                   | 1                   | 2                   |                     |  |   |                      |                      |                      |                      |                      |  |
|  |                     |                     |                     |                     |                     |   | 4 | Liniers             | 1                   | 1                   | 2                   |                     |  |   |                      |                      |                      |                      |                      |  |
|  |                     |                     | 7                   | J. J. de Urquiza    | 0                   | 1 | 1 |                     |                     |                     |                     |                     |  |   |                      |                      |                      |                      |                      |  |
|  | 7                   | J. J. de Urquiza    | 7                   | J. J. de Urquiza    | 0                   | 1 | 1 | 3                   | 4                   | 7                   |                     |                     |  |   |                      |                      |                      |                      |                      |  |
|  | 7                   | J. J. de Urquiza    |                     |                     |                     |   |   |                     |                     | 7                   |                     |                     |  |   |                      |                      |                      |                      |                      |  |
|  | 8                   | Claypole            | 1                   | 0                   | 1                   |   |   |                     |                     |                     |                     |                     |  |   |                      |                      |                      |                      |                      |  |
|  | 8                   | Claypole            | 1                   | 0                   | 1                   |   |   |                     |                     |                     |                     |                     |  | 4 | Liniers              | 0                    | 1                    | 1                    |                      |  |
|  |                     |                     |                     |                     |                     |   |   |                     |                     |                     |                     |                     |  | 4 | Liniers              | 0                    | 1                    | 1                    |                      |  |
|  |                     |                     | 5                   | Ferrocarril Midland | 2                   | 3 | 5 |                     |                     |                     |                     |                     |  |   |                      |                      |                      |                      |                      |  |
|  | 5                   | Ferrocarril Midland | 5                   | Ferrocarril Midland | 2                   | 3 | 5 | 1                   | 5                   | 6                   |                     |                     |  |   |                      |                      |                      |                      |                      |  |
|  | 5                   | Ferrocarril Midland |                     |                     |                     |   |   |                     |                     | 6                   |                     |                     |  |   |                      |                      |                      |                      |                      |  |
|  | 10                  | Atlas               | 1                   | 0                   | 1                   |   |   |                     |                     |                     |                     |                     |  |   |                      |                      |                      |                      |                      |  |
|  | 10                  | Atlas               | 1                   | 0                   | 1                   |   | 5 | Ferrocarril Midland | 1                   | 1                   | 2                   |                     |  |   |                      |                      |                      |                      |                      |  |
|  |                     |                     |                     |                     |                     |   | 5 | Ferrocarril Midland | 1                   | 1                   | 2                   |                     |  |   |                      |                      |                      |                      |                      |  |
|  |                     |                     | 6                   | Sportivo Italiano   | 0                   | 0 | 0 |                     |                     |                     |                     |                     |  |   |                      |                      |                      |                      |                      |  |
|  | 6                   | Sportivo Italiano   | 6                   | Sportivo Italiano   | 0                   | 0 | 0 | 1                   | 2                   | 3 (5)               |                     |                     |  |   |                      |                      |                      |                      |                      |  |
|  | 6                   | Sportivo Italiano   |                     |                     |                     |   |   |                     |                     | 3 (5)               |                     |                     |  |   |                      |                      |                      |                      |                      |  |
|  | 9                   | General Lamadrid    | 1                   | 2                   | 3 (4)               |   |   |                     |                     |                     |                     |                     |  |   |                      |                      |                      |                      |                      |  |
|  | 9                   | General Lamadrid    | 1                   | 2                   | 3 (4)               |   |   |                     |                     |                     |                     |                     |  |   |                      |                      |                      |                      |                      |  |
|  |                     |                     |                     |                     |                     |   |   |                     |                     |                     |                     |                     |  |   |                      |                      |                      |                      |                      |  |

### Cuartos de final
Los jugaron los ocho equipos clasificados. Se enfrentaron los que ocuparon las cuatro primeras posiciones con los cuatro restantes (el 4.º con el 11.º, el 5.º con el 10.º, el 6.º con el 9.º y el 7.º con el 8.º). Los ganadores pasaron a las semifinales.
| 14 de octubre, 15:30 | General Lamadrid  | 1:1 (1:1) | Sportivo Italiano | Estadio Enrique Sexto, Buenos Aires |                          |
|                      | Campostrini 45+3' | Reporte   | 6' Benítez        | Árbitro(s): Lucas Brumer            | Árbitro(s): Lucas Brumer |

| 28 de octubre, 15:30 | Sportivo Italiano                                            | 2:2 (0:1) (5:4 p.)(Global 3:3) | General Lamadrid                                                 | Estadio República de Italia, Ciudad Evita |                             |
|                      | Robaldo 49' (pen.) · Noriega 70'                             | Reporte                        | 7' Ruiz · 59' Apa                                                | Árbitro(s): Jonathan De Oto               | Árbitro(s): Jonathan De Oto |
|                      |                                                              | Tiros desde el punto penal     |                                                                  |                                           |                             |
|                      | Dubini · Rossi · Robaldo · Noriega · Benítez · Rojas · Ojeda |                                | Sarandeses · Acuña · López · Apa · Acosta · Martínez · Rodríguez |                                           |                             |

| 14 de octubre, 15:30 | Real Pilar        | 1:2 (1:0) | Liniers                  | Estadio Carlos Barraza, Pilar |                               |
|                      | Crocco 38' (pen.) | Reporte   | 55' Seguer · 60' Dimotta | Árbitro(s): Gabriel Gutiérrez | Árbitro(s): Gabriel Gutiérrez |

| 29 de octubre, 15:30 | Liniers    | 1:1 (0:1) (Global 3:2) | Real Pilar   | Estadio Juan Antonio Arias, San Justo |                              |
|                      | Torres 83' | Reporte                | 4' Samaniego | Árbitro(s): Guido Mascheroni          | Árbitro(s): Guido Mascheroni |

| 14 de octubre, 15:30 | Claypole          | 1:3 (1:0) | J. J. de Urquiza                               | Estadio Rodolfo Capocasa, Claypole |                           |
|                      | Acosta 10' (pen.) | Reporte   | 68' Cueto · 87' Villalba · 90+3' (pen.) Rivero | Árbitro(s): Damián Rubino          | Árbitro(s): Damián Rubino |

| 29 de octubre, 15:30 | J. J. de Urquiza                                  | 4:0 (2:0) (Global 7:1) | Claypole | Estadio Ramón Roque Martín, Loma Hermosa |                             |
|                      | Alonso 10' · Monyoya 14' · Rivero 61' · Cueto 86' | Reporte                |          | Árbitro(s): Sebastián Habib              | Árbitro(s): Sebastián Habib |

| 14 de octubre, 15:30 | Atlas        | 1:1 (0:0) | Ferrocarril Midland | Estadio Ricardo Puga, General Rodríguez |                           |
|                      | Ceballos 87' | Reporte   | 61' Molina          | Árbitro(s): Fernando Cruz               | Árbitro(s): Fernando Cruz |

| 29 de octubre, 17:00 | Ferrocarril Midland                                       | 5:0 (1:0) (Global 6:1) | Atlas | Estadio Ciudad de Libertad, Libertad |                            |
|                      | Vivanco 45+19' (pen.) 67' · Siliman 54' · Visco 71' 90+2' | Reporte                |       | Árbitro(s): Nicolás Kresta           | Árbitro(s): Nicolás Kresta |

### Semifinales
Las jugaron los ganadores de los cuartos de final. Se enfrentaron los que ocuparon las primeras posiciones en la tabla general con los dos restantes, siendo locales en el segundo partido los mejor ubicados. Los ganadores pasaron a la final.
| 5 de noviembre, 15:30 | J. J. de Urquiza | 0:1 (0:0) | Liniers    | Estadio Ramón Roque Martín, Loma Hermosa |                                |
|                       |                  | Reporte   | 86' Torres | Árbitro(s): Nicolás Mastroieni           | Árbitro(s): Nicolás Mastroieni |

| 12 de noviembre, 15:30 | Liniers     | 1:1 (0:0) (Global 2:1) | J. J. de Urquiza | Estadio Juan Antonio Arias, San Justo |                          |
|                        | Palacio 63' | Reporte                | 76' Villalba     | Árbitro(s): Julián Jerez              | Árbitro(s): Julián Jerez |

| 5 de noviembre, 15:30 | Sportivo Italiano | 0:1 (0:0) | Ferrocarril Midland | Estadio República de Italia, Ciudad Evita |                            |
|                       |                   | Reporte   | 79' Molina          | Árbitro(s): Marcos Recalde                | Árbitro(s): Marcos Recalde |

| 12 de noviembre, 15:30 | Ferrocarril Midland | 1:0 (1:0) (Global 2:0) | Sportivo Italiano | Estadio Ciudad de Libertad, Libertad |                              |
|                        | Molina 6'           | Reporte                |                   | Árbitro(s): Guido Mascheroni         | Árbitro(s): Guido Mascheroni |

### Final
La jugaron los ganadores de las semifinales. El mejor ubicado fue local en el segundo partido. El ganador obtuvo el cuarto ascenso y clasificó a la Copa Argentina 2024.
| 20 de noviembre, 17:00 | Ferrocarril Midland                | 2:0 (1:0) | Liniers | Estadio Ciudad de Libertad, Libertad |                               |
|                        | Icazatti 15' (a.g.) · Méndez 90+8' | Reporte   |         | Árbitro(s): Wenceslao Meneses        | Árbitro(s): Wenceslao Meneses |

| 25 de noviembre, 17:00                                                            | Liniers    | 1:3 (0:1) (Global 1:5) | Ferrocarril Midland                           | Estadio Juan Antonio Arias, San Justo |                             |
|                                                                                   | Varela 78' | Reporte                | 20' (pen.) Vivanco · 56' Molina · 90+6' Ruano | Árbitro(s): Gonzalo Pereira           | Árbitro(s): Gonzalo Pereira |
| Ferrocarril Midland ascendió a la Primera B y clasificó a la Copa Argentina 2024. |            |                        |                                               |                                       |                             |

## Goleadores
| Jugador             | Equipo              | Goles |
| ------------------- | ------------------- | ----- |
| Antony Alonso       | J. J. de Urquiza    | 17    |
| Gonzalo Vivanco     | Ferrocarril Midland | 17    |
| Leonel Barrios      | Excursionistas      | 16    |
| Francisco Molina    | Ferrocarril Midland | 15    |
| Claudio Campostrini | General Lamadrid    | 14    |
| Fernando Maldonado  | Atlas               | 14    |
| Marcos Landaburu    | Atlas               | 14    |
| Rodrigo Sánchez     | Luján               | 14    |